# Mike McCallum
Mike McCallum (Kingston, 7 de diciembre de 1956 - Las Vegas, 31 de mayo de 2025) fue un boxeador profesional jamaicano que compitió entre 1981 y 1997. Participó en campeonatos mundiales en tres categorías de peso, incluido el título de peso superwelter de la AMB de 1984 a 1988, el título de peso mediano de la AMB de 1989 a 1991 y el título de peso semipesado del CMB de 1994 a 1995.
McCallum, un púgil técnico hábil y de fuerte impacto en el ring, era conocido por su mentón de hierro y su dureza, y nunca fue detenido por el árbitro en ninguna de sus cinco derrotas. Se ganó el apodo de "The Bodysnatcher" debido a su habilidad para lanzar violentos golpes al cuerpo. McCallum fue incluido en el Salón de la Fama del Boxeo Internacional en 2003. En 2011, la revista The Ring lo clasificó en el octavo lugar de su lista de los "10 mejores poseedores de títulos de peso mediano de los últimos 50 años". 

## Carrera amateur
Obtuvo un récord amateur de 240-10
- 1974 - Compitió como peso welter en el Campeonato Mundial de La Habana, perdiendo por nocaut técnico en el tercer asalto ante Clint Jackson de los Estados Unidos.
- 1974 - Ganó la medalla de plata en peso welter en los Juegos Centroamericanos y del Caribe de 1974.
- 1975 - Representó a Jamaica en los Juegos Panamericanos de 1975 en la Ciudad de México.
- 1976 - Representó a Jamaica como peso welter en los Juegos Olímpicos de Montreal. Sus resultados fueron:
  - Victoria ante Damdinjavyn Bandi (Mongolia) por puntos
  - Victoria ante Robert Dauer (Australia) por puntos
  - Perdió a los puntos ante Reinhard Skricek (Alemania Occidental)
- 1977 - Campeón Nacional de Peso Welter de la AAU, derrotando a Marlon Starling en semifinales y a Roger Leonard de la Fuerza Aérea en la final.
- 1977 - Campeón Nacional de Peso Welter de los Guantes de Oro
- 1978 - Ganó la medalla de oro en peso welter en los Juegos Centroamericanos y del Caribe de 1978.
- 1978 - Medallista de oro de peso welter en los Juegos de la Commonwealth en Edmonton, Canadá.
- 1978 - Ganó la medalla de oro en peso welter en los Juegos Centroamericanos y del Caribe de 1978.
- 1979 - Campeón Nacional de Peso Welter Guantes de Oro, derrotando a Doug DeWitt y Robbie Sims.
- 1979 - Medallista de plata en peso welter en los Juegos Panamericanos de San Juan, Puerto Rico. Los resultados fueron:
  - Victoria ante Claudio Pereira (Brasil)
  - Victoria ante Edward Green (Estados Unidos) TKO 2
  - Victoria ante Javier Colin (México) por nocaut técnico
  - Perdió ante Andrés Aldama (Cuba) KO por 2
- 1979 - Campeón Nacional de Peso Welter Guantes de Oro.
- 1980 - Perdió ante Alex Ramos en los Guantes de Oro de Nueva York. [3]

## Carrera profesional

### Peso mediano ligero
Mike McCallum se convirtió en profesional en 1981. Como profesional, peleó casi exclusivamente en Estados Unidos. Se convirtió en campeón mundial por primera vez en 1984 al derrotar a Sean Mannion para ganar el título vacante de peso superwelter de la AMB. McCallum defendería ese título seis veces, ganando las seis peleas por nocaut.
Su primer oponente destacado fue el futuro campeón mundial de dos categorías de peso y futuro miembro del Salón de la Fama del Boxeo Internacional Julian Jackson, con quien McCallum peleó en su tercera defensa del título. McCallum sobrevivió a algunos castigos en la primera ronda y regresó para detener al invicto Jackson en la segunda ronda. 
McCallum saltó a la fama cuando noqueó al excampeón de peso welter del CMB Milton McCrory y al ex campeón mundial indiscutible de peso welter, otro futuro miembro del Salón de la Fama del Boxeo Internacional, Donald Curry en 1987. Curry estaba por delante en las tres tarjetas al entrar en el quinto asalto cuando McCallum lo noqueó con lo que algunos han llamado un crochet de izquierda "perfecto". 

### Peso medio
En 1988, subió al peso mediano, sufriendo su primera derrota, una clara decisión unánime, en un intento de arrebatarle el campeonato de peso mediano de la AMB a Sumbu Kalambay . En 1989, McCallum derrotó a Herol Graham por decisión dividida  para ganar el título de peso mediano de la AMB, entonces vacante (que le habían quitado a Kalambay por firmar para enfrentar al campeón de la FIB, Michael Nunn). Defendió el título tres veces, derrotando a Steve Collins, Michael Watson y Kalambay en una revancha.
McCallum peleó contra el campeón de peso mediano de la FIB, James Toney, en 1991. McCallum fue despojado del título de la AMB antes de la pelea . La pelea terminó en empate y McCallum perdió la segunda pelea por una controvertida decisión mayoritaria al año siguiente. Algunos declararon que McCallum ganó ambas peleas. 

### Peso semipesado
McCallum luego subió dos divisiones de peso y ganó el título interino de peso semipesado del CMB contra Randall Yonker, luego ganó el título completo del CMB al superar a Jeff Harding en 1994. Al tener más de treinta años, no mantuvo la corona por mucho tiempo, perdiendo el título ante Fabrice Tiozzo . A los 40 años de edad, intentó recuperar el título interino vacante del CMB contra Roy Jones Jr. en diciembre de 1996, pero perdió por amplia decisión.
En su última pelea, McCallum perdió un desempate ante James Toney por decisión unánime en una pelea de peso crucero .
McCallum tuvo un récord profesional de 49-5-1 (36 nocauts). Nunca fue noqueado como profesional. Después de retirarse, McCallum se mudó a Las Vegas y se convirtió en entrenador. Fue incluido en el Salón Internacional de la Fama del Boxeo en 2003. 

## Récord de boxeo profesional
| 55 Combates  | 49 Victorias | 5 Derrotas |
| ------------ | ------------ | ---------- |
| Por KO       | 36           | 0          |
| Por decisión | 13           | 5          |
| Empate       | 1            |            |

| No. | Result   | Record | Opponent          | Type | Round, time   | Date               | Location                                                | Notes                                          |
| --- | -------- | ------ | ----------------- | ---- | ------------- | ------------------ | ------------------------------------------------------- | ---------------------------------------------- |
| 55  | Derrota  | 49–5–1 | James Toney       | UD   | 12            | 22 Feb 1997        | Mohegan Sun Arena, Montville, Connecticut, US           | For vacant WBU cruiserweight title             |
| 54  | Derrota  | 49–4–1 | Roy Jones Jr.     | UD   | 12            | 22 Nov 1996        | Ice Palace, Tampa, Florida, US                          | For vacant WBC interim light heavyweight title |
| 53  | Victoria | 49–3–1 | Ali Saidi         | UD   | 10            | 22 Jun 1996        | Westfalenstadion, Dortmund, Germany                     |                                                |
| 52  | Derrota  | 48–3–1 | Fabrice Tiozzo    | UD   | 12            | 16 Jun 1995        | Palais des Sports de Gerland, Lyon, France              | Lost WBC light heavyweight title               |
| 51  | Victoria | 48–2–1 | Carl Jones        | TKO  | 7 (12), 1:17  | 25 Feb 1995        | London Arena, London, England                           | Retained WBC light heavyweight title           |
| 50  | Victoria | 47–2–1 | Jeff Harding      | UD   | 12            | 23 Jul 1994        | Civic Center, Bismarck, North Dakota, US                | Won WBC light heavyweight title                |
| 49  | Victoria | 46–2–1 | Randall Yonker    | TKO  | 5 (12), 2:55  | 4 Mar 1994         | MGM Grand Garden Arena, Paradise, Nevada, US            | Won vacant WBC interim light heavyweight title |
| 48  | Victoria | 45–2–1 | Glenn Thomas      | PTS  | 10            | 14 Aug 1993        | Labatt's Apollo, London, England                        |                                                |
| 47  | Victoria | 44–2–1 | Ramzi Hassan      | UD   | 10            | 25 Mar 1993        | Amiens, France                                          |                                                |
| 46  | Derrota  | 43–2–1 | James Toney       | MD   | 12            | 29 Aug 1992        | Convention Center, Reno, Nevada, US                     | For IBF middleweight title                     |
| 45  | Victoria | 43–1–1 | Fermin Chirino    | UD   | 10            | 21 de mayo de 1992 | Bally's Las Vegas, Paradise, Nevada, US                 |                                                |
| 44  | Empate   | 42–1–1 | James Toney       | SD   | 12            | 13 Dec 1991        | Convention Hall, Atlantic City, New Jersey, US          | For IBF middleweight title                     |
| 43  | Victoria | 42–1   | Nicky Walker      | RTD  | 5 (10), 3:00  | 10 Oct 1991        | Bally's Las Vegas, Paradise, Nevada, US                 |                                                |
| 42  | Victoria | 41–1   | Carlos Cruzat     | UD   | 10            | 29 Aug 1991        | Eldorado Resort Casino, Reno, Nevada, US                |                                                |
| 41  | Victoria | 40–1   | Sumbu Kalambay    | SD   | 12            | 1 Apr 1991         | Stade Louis II, Fontvieille, Monaco                     | Retained WBA middleweight title                |
| 40  | Victoria | 39–1   | Frank Minton      | TKO  | 4 (10), 1:21  | 19 Feb 1991        | Kemper Arena, Kansas City, Missouri, US                 |                                                |
| 39  | Victoria | 38–1   | Michael Watson    | KO   | 11 (12), 2:22 | 14 Apr 1990        | Royal Albert Hall, London, England                      | Retained WBA middleweight title                |
| 38  | Victoria | 37–1   | Steve Collins     | UD   | 12            | 3 Feb 1990         | Hynes Convention Center, Boston, Massachusetts, US      | Retained WBA middleweight title                |
| 37  | Victoria | 36–1   | Herol Graham      | SD   | 12            | 10 de mayo de 1989 | Royal Albert Hall, London, England                      | Won vacant WBA middleweight title              |
| 36  | Victoria | 35–1   | Ralph Moncrief    | TKO  | 5             | 9 Jan 1989         | Nogent-le-Phaye, France                                 |                                                |
| 35  | Victoria | 34–1   | Randy Smith       | UD   | 10            | 22 Dec 1988        | Vincennes, France                                       |                                                |
| 34  | Victoria | 33–1   | David McCluskey   | TKO  | 2 (10), 2:24  | 27 Jun 1988        | Madison Square Garden, New York City, New York, US      |                                                |
| 33  | Derrota  | 32–1   | Sumbu Kalambay    | UD   | 12            | 5 Mar 1988         | Palazzo dello Sport, Pesaro, Italy                      | For WBA middleweight title                     |
| 32  | Victoria | 32–0   | Donald Curry      | KO   | 5 (15), 1:14  | 18 Jul 1987        | Caesars Palace, Paradise, Nevada, US                    | Retained WBA super welterweight title          |
| 31  | Victoria | 31–0   | Milton McCrory    | TKO  | 10 (15), 2:20 | 19 Apr 1987        | Pointe Resort, Phoenix, Arizona, US                     | Retained WBA super welterweight title          |
| 30  | Victoria | 30–0   | Leroy Hester      | KO   | 1 (10), 1:30  | 21 Mar 1987        | National Arena, Kingston, Jamaica                       |                                                |
| 29  | Victoria | 29–0   | Said Skouma       | TKO  | 9 (15), 2:25  | 25 Oct 1986        | Le Zénith, Paris, France                                | Retained WBA super welterweight title          |
| 28  | Victoria | 28–0   | Irving Hines      | TKO  | 4 (10)        | 15 Sep 1986        | Paris, France                                           |                                                |
| 27  | Victoria | 27–0   | Julian Jackson    | TKO  | 2 (15), 2:03  | 23 Aug 1986        | Convention Center, Miami Beach, Florida, US             | Retained WBA super welterweight title          |
| 26  | Victoria | 26–0   | Jimmy Shavers     | TKO  | 6             | 2 de mayo de 1986  | Atlantic City, New Jersey, US                           |                                                |
| 25  | Victoria | 25–0   | David Braxton     | TKO  | 8 (15), 2:26  | 28 Jul 1985        | Tamiami Park Auditorium, Miami, Florida, US             | Retained WBA super welterweight title          |
| 24  | Victoria | 24–0   | Marcos Martinez   | TKO  | 2 (10)        | 15 Jun 1985        | Riviera, Winchester, Nevada, US                         |                                                |
| 23  | Victoria | 23–0   | Luigi Minchillo   | TKO  | 13 (15)       | 1 Dec 1984         | Palasport di San Siro, Milan, Italy                     | Retained WBA super welterweight title          |
| 22  | Victoria | 22–0   | Sean Mannion      | UD   | 15            | 19 Oct 1984        | Madison Square Garden, New York City, New York, US      | Won vacant WBA super welterweight title        |
| 21  | Victoria | 21–0   | Hasim Razzaq      | KO   | 1 (10), 0:48  | 10 Mar 1984        | Cobo Hall, Detroit, Michigan, US                        |                                                |
| 20  | Victoria | 20–0   | Manuel Jiminez    | UD   | 10            | 25 Oct 1983        | Playboy Hotel and Casino, Atlantic City, New Jersey, US |                                                |
| 19  | Victoria | 19–0   | Jose Vallejo      | TKO  | 6 (10)        | 31 Aug 1983        | Sands, Atlantic City, New Jersey, US                    |                                                |
| 18  | Victoria | 18–0   | Tony Suero        | TKO  | 3 (10)        | 26 Apr 1983        | Tropicana, Atlantic City, New Jersey, US                |                                                |
| 17  | Victoria | 17–0   | Ayub Kalule       | RTD  | 7 (10), 3:00  | 13 Nov 1982        | Sands, Atlantic City, New Jersey, US                    |                                                |
| 16  | Victoria | 16–0   | Carlos Betancourt | TKO  | 3 (10)        | 22 Oct 1982        | Felt Forum, New York City, New York, US                 |                                                |
| 15  | Victoria | 15–0   | Kevin Perry       | UD   | 10            | 11 Jun 1982        | Madison Square Garden, New York City, New York, US      |                                                |
| 14  | Victoria | 14–0   | Reggie Ford       | TKO  | 4 (10)        | 30 Apr 1982        | Felt Forum, New York City, New York, US                 |                                                |
| 13  | Victoria | 13–0   | Gilberto Almonte  | KO   | 1 (10), 1:06  | 26 Mar 1982        | Hotel, Kingston, Jamaica                                |                                                |
| 12  | Victoria | 12–0   | Greg Young        | TKO  | 5 (10), 0:29  | 22 Jan 1982        | Felt Forum, New York City, New York, US                 |                                                |
| 11  | Victoria | 11–0   | Jimmy Heair       | TKO  | 2 (10)        | 8 Oct 1981         | Curtis Hixon Hall, Tampa, Florida, US                   |                                                |
| 10  | Victoria | 10–0   | Ed Harris         | KO   | 1 (8)         | 8 Sep 1981         | Curtis Hixon Hall, Tampa, Florida, US                   |                                                |
| 9   | Victoria | 9–0    | Tirso Roque       | KO   | 3 (8)         | 27 Aug 1981        | Curtis Hixon Hall, Tampa, Florida, US                   |                                                |
| 8   | Victoria | 8–0    | Bruce Strauss     | TKO  | 3             | 19 Jul 1981        | Packard Music Hall, Warren, Ohio, US                    |                                                |
| 7   | Victoria | 7–0    | Freddie Creech    | KO   | 3             | 10 Jun 1981        | Tampa, Florida, US                                      |                                                |
| 6   | Victoria | 6–0    | Charles Smith     | KO   | 3             | 30 Apr 1981        | Curtis Hixon Hall, Tampa, Florida, US                   |                                                |
| 5   | Victoria | 5–0    | Danny Chapman     | TKO  | 4 (4), 2:09   | 24 Apr 1981        | Felt Forum, New York City, New York, US                 |                                                |
| 4   | Victoria | 4–0    | Shelby Wilkerson  | KO   | 5             | 2 Apr 1981         | Tampa, Florida, US                                      |                                                |
| 3   | Victoria | 3–0    | Ricky Sheppard    | KO   | 5             | 19 Mar 1981        | Curtis Hixon Hall, Tampa, Florida, US                   |                                                |
| 2   | Victoria | 2–0    | Rocky Fabrizio    | KO   | 1             | 3 Mar 1981         | Tampa, Florida, US                                      |                                                |
| 1   | Victoria | 1–0    | Rigoberto Lopez   | KO   | 4 (6)         | 14 Jan 1981        | Silver Slipper, Paradise, Nevada, US                    |                                                |